# وليام ريتشر
ويليام ريتشر (بالإنجليزية: William Richert)‏ (28 أكتوبر 1858 – 16 يونيو 1912) هو عمدة بلدية ديترويت، ميشيغان من 22 مارس 1897 إلى 5 أبريل 1897، بعد استقالة هازن بينجري.

## سيرته
انتقلت عائلة ريتشر من ألمانيا إلى الولايات المتحدة عندما كان مراهقًا، وعمل كموزع لبيع الخضروات بالجملة، شغل منصب عضو في مجلس مدينة ديترويت عن الحزب الجمهوري من عام 1890 إلى عام 1897، ورئيسًا له في عامي 1895 و1897. وخاض انتخابات مجلس الشيوخ عام 1899 لكنه لم ينجح. ساعد ريتشر فيما بعد عددًا من الألمان على الاستقرار في ألاميدا في ساسكاتشوان. توفي ويليام ريتشير في ديترويت في 16 يونيو 1912. ودُفن في مقبرة إلموود في ديترويت.